# جورج إتش كوبر
جورج إتش كوبر (بالإنجليزية: George H. Cooper)‏ هو ضابط أمريكي، ولد في 27 يوليو 1821 في نيويورك في الولايات المتحدة، وتوفي في 17 نوفمبر 1891 في بروكلين في الولايات المتحدة.